# Délia Fischer (Musikerin)

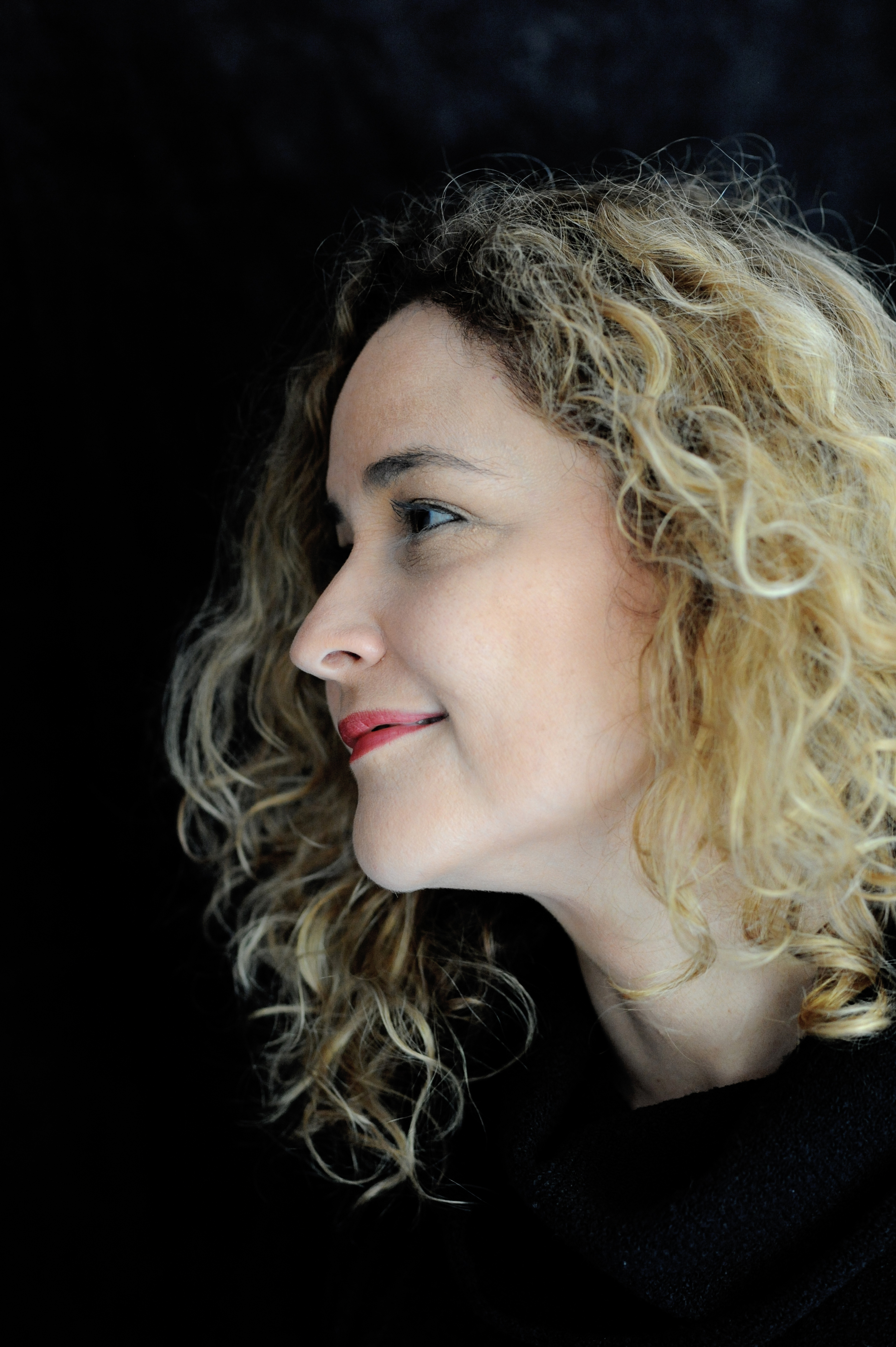
Délia Fischer, 2014

Délia Cristina Martins Fischer (* 29. August 1964 in Rio de Janeiro) ist eine brasilianische Pianistin, Sängerin, Komponistin und Arrangeurin.

## Leben und Wirken
Délia Fischer begann 1977 ihre musikalische Ausbildung am Piano, unter anderem bei Luiz Eça. 1986 bis 1990 bildete sie mit Cláudio Dauelsberg, dem Sohn von Peter Dauelsberg, das „Duo Fênix“. Das Duo spielte zunächst in Brasilien und trat später auch in Europa auf, unter anderem im Jazzklub New Morning in Paris, in der Brotfabrik in Frankfurt am Main, auf dem Montreux Jazz Festival und auf dem Sofia Jazz Festival.
Nach der Auflösung des Duos begann Délia Fischer eine Solokarriere. 1999 erschien das Album Antonio, auf dem weitere bekannte brasilianische Jazz-Musiker wie Romero Lubambo, Nico Assumpção und Nivaldo Ornelas zu hören sind. Das Album erschien auch in den Vereinigten Staaten und in Europa. Gemeinsame Auftritte hatte sie auch mit Toninho Horta, Robertinho Silva, Dom Um Romão und Gaudêncio Thiago de Mello.
2006 tourte sie in Europa mit Lisa Nilsson und der Gruppe „Avenida Atlântica“, für die sie als Sängerin und Songschreiber tätig war und auf dem Copenhagen Jazz Festival auftrat. Ab 2007 inszenierte sie in Brasilien und in Europa Musikshows und Musicals. 2009 erhielt sie den „Shell Theatre Award“ für ihre Mitarbeit an dem Musical Beatles num Céu de Diamantes. 2010 war sie Musikregisseurin der Show Era no tempo do Rei mit Kompositionen von Carlos Lyra und Texten von Aldir Blanc unter der Regie von João Fonseca. Im selben Jahr erschien ihr zweites Soloalbum Presente, auf dem Egberto Gismonti, Hermeto Pascoal und die Sängerinnen Lisa Nilsson und Ana Carolina mitwirkten. 2011 erschien das Album Saudações Egberto, auf dem sie Songs von Egberto Gismonti neu interpretierte. Von 2011 bis 2012 sang Délia Fischer in der Band von Ana Carolina. 2012 war sie Arrangeurin, Pianistin und Sängerin im Projekt Milton Nascimento – Nada Será Como Antes und Musikregisseurin von Rock in Rio, o Musical und 2013 Arrangeurin und Musikregisseurin der Show Homenagem ao Raul Seixas.

## Diskografie
Duo Fênix:
- Karai Ete, BMG, 1990, als Gastmusiker Biréli Lagrène[3]

Soloalben:
- Antonio, Carmo, 1999.
- Presente, Dubas Universal, 2010.[4]
- Saudações Egberto, Rob Digital, 2011.